# Nova Scotia Route 304
De Nova Scotia Route 304 is een weg in de Canadese provincie Nova Scotia. De weg loopt van Milford, ten noorden van Yarmouth, naar Cape Forchu en is 10 kilometer lang. 